# Nadnapięcie
Nadnapięcie {\displaystyle (\eta )} – pojęcie elektrochemiczne nazywane również nadpotencjałem, wprowadził w roku 1899 Caspari jako miarę polaryzacji elektrody. Nadnapięcie definiowane jest jako różnica między potencjałem elektrody spolaryzowanej przepływem prądu elektrycznego {\displaystyle E} a jej potencjałem równowagowym {\displaystyle E_{r}} (nazywanym też potencjałem spoczynkowym):
{\displaystyle \eta =E-E_{r}.}
Całkowite nadnapięcie ogniwa jest to suma nadnapięć na anodzie i katodzie. W stosunku do SEM, określanej dla ogniwa otwartego, nadnapięcie jest tym nadmiarem napięcia, który jest związany z przepływem prądu o określonym natężeniu.
Nadnapięcie jest kluczowym pojęciem w kinetycznym opisie procesów elektrodowych. Zależność nadnapięcia od gęstości prądowej opisują fundamentalne dla elektrochemii teoretycznej równania równania Butlera-Volmera oraz ich przybliżenie dla dużych nadnapięć – równanie Tafela.
Całkowite nadnapięcie danego procesu elektrodowego jest sumą nadnapięć cząstkowych, na które składają się: nadnapięcie oporowe {\displaystyle \eta _{\Omega },} nadnapięcie pseudooporowe {\displaystyle \eta '_{\Omega },} nadnapięcie aktywacyjne (elektroaktywacyjne) {\displaystyle \eta _{a},} nadnapięcie stężeniowe {\displaystyle \eta _{c}}
{\displaystyle \eta =\eta _{\Omega }+\eta '_{\Omega }+\eta _{a}+\eta _{c}.}
Nadnapięcie wodoru jest największe na miękkich metalach, jak bizmut, kadm, cynk, a zwłaszcza rtęć. Wyjątkowo wysoka wartość nadnapięcia wodoru na rtęci jest jednym z czynników szerokiego zastosowania analizy polarograficznej na kroplowej elektrodzie rtęciowej. Dzięki niemu znacznie rozszerza się zakres potencjałów, w którym elektroda kroplowa może pracować bez zakłócenia wskutek redukcji wodoru. Występowanie nadnapięcia wodoru umożliwia również elektrograwimetryczne oznaczanie szeregu zasadowych metali, jak kadmu i cynku, które w innym przypadku nie mogłyby być wydzielone przed reakcją jonu wodorowego.

## Nadnapięcie oporowe i pseudooporowe
- Nadnapięcie oporowe jest związane ze spadkiem potencjału na granicy faz elektroda-roztwór. Na to zjawisko mają wpływ opory przeniesienia ładunku przez granicę faz. Nadnapięcie to zależy zatem w znacznym stopniu od struktury podwójnej warstwy elektrycznej i morfologii powierzchni elektrody.
- Nadnapięcie pseudooporowe uwzględnia opór omowy warstwy elektrolitu zawartej między elektrodą badaną i elektrodą odniesienia.

Te rodzaje nadnapięcia można minimalizować lub kompensować.

## Nadnapięcie aktywacyjne
Nadnapięcie aktywacyjne nazywane również elektroaktywacyjnym lub nadnapięciem reakcji przejścia jest związane z dodatkowym wydatkiem potencjału elektrycznego na pokonanie energii aktywacji reakcji elektrodowej. Ta składowa nadnapięcia całkowitego ma największe znaczenie z punktu widzenia kinetyki procesów elektrodowych. Nadnapięcie aktywacyjne występuje jako zmienna w równaniach Butlera-Volmera oraz równaniach Tafela.

## Nadnapięcie stężeniowe
Nadnapięcie stężeniowe jest terminem wprowadzonym przez Walthera Nernsta na określenie dodatkowego nakładu pracy elektrycznej związanej ze zmianami stężeń substancji elektroaktywnych w bezpośrednim sąsiedztwie elektrody spolaryzowanej. Wartość tego nadnapięcia można minimalizować przez stosowanie dużego stężenia elektrolitu obojętnego nazywanego również elektrolitem podstawowym. Nadnapięcie stężeniowe wyrażane jest zależnością:
{\displaystyle \eta _{c}={\frac {RT}{nF}}\ln {\frac {a_{e}}{a_{0}}},}
gdzie:
{\displaystyle a_{e}} – aktywność depolaryzatora przy powierzchni elektrody spolaryzowanej,
{\displaystyle a_{0}} – aktywność depolaryzatora w stanie równowagi,
{\displaystyle n} – liczna elektronów przenoszonych w reakcji przejścia,
{\displaystyle R} – uniwersalna stała gazowa,
{\displaystyle T} – temperatura bezwzględna,
{\displaystyle F} – stała Faradaya.